# Carlão (calciatore 19 gennaio 1986)
Carlos Roberto da Cruz Júnior – meglio noto come Carlão – (San Paolo, 19 gennaio 1986) è un calciatore brasiliano, difensore svincolato.

## Caratteristiche tecniche
Roccioso centrale difensivo - discretamente rapido - in grado di agire lungo la fascia sinistra. In possesso di una buona tecnica di base - che gli consente di impostare l'azione dalle retrovie - è un calciatore preciso nei cross.
Durante la sua permanenza al Sochaux è stato impiegato anche a centrocampo.

## Carriera
Entra nel settore giovanile del Corinthians all'età di 15 anni. Aggregato in prima squadra, complice la grave crisi in cui versava la squadra - che culminerà con la retrocessione del club - non riesce a trovare spazio.
Il 18 luglio 2008 passa al Sochaux in cambio di 800.000 euro. Esordisce in Ligue 1 il 9 agosto contro il Grenoble. Il 18 agosto 2011 esordisce nelle competizioni europee contro il Metalist, incontro valido per l'accesso alla fase a gironi di Europa League.
Il 19 giugno 2014 viene tesserato per due stagioni dall'APOEL. Esordisce con i ciprioti il 30 luglio 2014 in HJK-APOEL (2-2), incontro valido per l'andata del terzo turno preliminare di UEFA Champions League. A fine stagione la squadra - dopo aver vinto la Coppa di Cipro - si aggiudica il titolo nazionale. Il 3 agosto 2016 rinnova il proprio contratto fino al 2019. L'accordo include una clausola rescissoria da 500.000 euro.
Il 9 gennaio 2017 approda in Italia, accasandosi al Torino per due stagioni e mezzo. Esordisce con i granata - a causa di alcuni problemi fisici che lo avevano tenuto a lungo fuori - il 9 aprile contro il Cagliari. Limitato dagli infortuni, a Torino non riesce ad imporsi, concludendo l'annata con altre tre presenze.
Il 10 luglio ritorna all'APOEL a titolo temporaneo; il prestito viene confermato anche per la stagione successiva.
Svincolato dal 1º luglio 2019, il 14 gennaio successivo firma per la Ferroviária, squadra in cui rimane - disputando in totale quattro incontri - fino al 2 ottobre 2020, giorno in cui viene ceduto gratuitamente al Paysandu.
Il 19 febbraio 2021 arriva a titolo gratuito al Mirassol, con un contratto valido fino a fine stagione. Nell'arco di 4 mesi scende in campo in 4 occasioni.
Il 25 maggio firma per il Guarani. In circa 6 mesi colleziona 22 presenze, riuscendo, sebbene per poco, a risollevare il suo rendimento.
Il 19 gennaio 2022 si trasferisce, sempre in Brasile, al Santo André, con un contratto valido fino a fine stagione. La sua avventura, però, dura circa 2 mesi e mezzo, prima di ritornare alla Ferroviária. In entrambi i club totalizza lo stesso numero di presenze, cioè 12.
Il 25 luglio viene acquistato in prestito dall'Ituano. In 5 mesi, totalizzerà solamente 8 presenze senza mai segnare.
Il 31 dicembre il suo prestito viene interrotto anticipatamente, ritornando alla Ferroviária. Rimane in squadra fino al 10 gennaio 2023, quando l'Ituano decide di riacquistarlo a costo zero, dopo aver risolto con il precedente club.

## Statistiche

### Presenze e reti nei club
Statistiche aggiornate al 19 settembre 2018.
| Stagione           | Squadra            | Campionato         | Campionato | Campionato | Coppe nazionali | Coppe nazionali | Coppe nazionali | Coppe continentali | Coppe continentali | Coppe continentali | Altre coppe | Altre coppe | Altre coppe | Totale | Totale |
| Stagione           | Squadra            | Comp               | Pres       | Reti       | Comp            | Pres            | Reti            | Comp               | Pres               | Reti               | Comp        | Pres        | Reti        | Pres   | Reti   |
| ------------------ | ------------------ | ------------------ | ---------- | ---------- | --------------- | --------------- | --------------- | ------------------ | ------------------ | ------------------ | ----------- | ----------- | ----------- | ------ | ------ |
| 2006               | Corinthians        | A1/SP+A            | 0+5        | 0          | -               | -               | -               | CL+CS              | 0                  | 0                  | -           | -           | -           | 5      | 0      |
| 2007               | Corinthians        | A1/SP+A            | 9+11       | 1+0        | CB              | 0               | 0               | CS                 | 1                  | 0                  | -           | -           | -           | 21     | 1      |
| Totale Corinthians | Totale Corinthians | Totale Corinthians | 9+16       | 1+0        |                 | 0               | 0               |                    | 1                  | 0                  |             | -           | -           | 26     | 1      |
| 2008-2009          | Sochaux            | L1                 | 26         | 0          | CF+CdL          | 1+2             | 0               | -                  | -                  | -                  | -           | -           | -           | 29     | 0      |
| 2009-2010          | Sochaux            | L1                 | 16         | 0          | CF+CdL          | 4+0             | 0               | -                  | -                  | -                  | -           | -           | -           | 20     | 0      |
| 2010-2011          | Sochaux            | L1                 | 24         | 1          | CF+CdL          | 2+1             | 0               | -                  | -                  | -                  | -           | -           | -           | 27     | 1      |
| 2011-2012          | Sochaux            | L1                 | 21         | 0          | CF+CdL          | 0               | 0               | UEL                | 2                  | 0                  | -           | -           | -           | 23     | 0      |
| 2012-2013          | Sochaux            | L1                 | 15         | 0          | CF+CdL          | 1+1             | 0               | -                  | -                  | -                  | -           | -           | -           | 17     | 0      |
| 2013-2014          | Sochaux            | L1                 | 27         | 1          | CF+CdL          | 1+1             | 0               | -                  | -                  | -                  | -           | -           | -           | 29     | 1      |
| Totale Sochaux     | Totale Sochaux     | Totale Sochaux     | 129        | 2          |                 | 14              | 0               |                    | 2                  | 0                  |             | -           | -           | 145    | 2      |
| 2014-2015          | APOEL              | AK                 | 12+8       | 0          | CC              | 4               | 0               | UCL                | 10                 | 0                  | SC          | 1           | 0           | 35     | 0      |
| 2015-2016          | APOEL              | AK                 | 18+7       | 0+2        | CC              | 3               | 0               | UCL+UEL            | 5+6                | 0+1                | SC          | 1           | 0           | 40     | 3      |
| 2016-gen. 2017     | APOEL              | AK                 | 15         | 0          | CC              | 0               | 0               | UCL+UEL            | 6+6                | 0                  | SC          | 0           | 0           | 27     | 0      |
| gen.-giu. 2017     | Torino             | A                  | 4          | 0          | CI              | 0               | 0               | -                  | -                  | -                  | -           | -           | -           | 4      | 0      |
| 2017-2018          | APOEL              | AK                 | 12+8       | 0          | CC              | 1               | 0               | UCL                | 8                  | 1                  | SC          | 0           | 0           | 29     | 1      |
| 2018-2019          | APOEL              | AK                 | 2          | 0          | CC              | 0               | 0               | UCL+UEL            | 1+6                | 0                  | SC          | 0           | 0           | 9      | 0      |
| Totale APOEL       | Totale APOEL       | Totale APOEL       | 59+23      | 2          |                 | 8               | 0               |                    | 48                 | 2                  |             | 2           | 0           | 140    | 4      |
| Totale carriera    | Totale carriera    | Totale carriera    | 240        | 5          |                 | 22              | 0               |                    | 51                 | 2                  |             | 2           | 0           | 315    | 7      |

## Palmarès

### Club

#### Competizioni giovanili
- Copa São Paulo de Futebol Júnior: 2

Corinthians: 2004, 2005

#### Competizioni nazionali
- Coppa di Cipro: 1

APOEL: 2014-2015
- Campionato cipriota: 3

APOEL: 2014-2015, 2015-2016, 2018-2019